# Мъртва котва
Мъртва котва е устройство, което служи за постоянно закрепване към дъното с помощта на верига на знаци за обозначаване на фарватера и други плаващи предмети. При плътен грунт на дъното мъртвата котва може да бъде във вид на винт с широки лопатки, завинтван посредством дълъг прът със съответен наконечник, а при мек грунт – във вид на широка чугунена чиния, засмуквана от пясъка.